# Rampilonga
La Rampilonga, fondata e organizzata dal forlivese Riccardo Taroni, è stato l'evento che in Italia ha contribuito maggiormente allo sviluppo delle Gran Fondo di mountain bike. Dal 1989 al 2007, per 19 edizioni si è svolta nella prima metà di settembre in Val di Fassa, fatta eccezione per la prima che fece capo a San Martino di Castrozza in Val di Primiero.
La Rampilonga per diversi anni ha ospitato importanti aziende sponsor, prestigiosi team e grandi campioni della mountain bike. Anche i media hanno sempre rivolto grande attenzione a questa manifestazione, contribuendo a renderla di anno in anno una delle manifestazioni più conosciute e partecipate.

## Percorsi
Erano proposti due percorsi che si aggiungono al più breve detto Rampimidi. Il percorso classico misura circa 45,4 km con 1983 m di dislivello, mentre il percorso marathon arriva a 62 km con 2548 m di dislivello.
La partenza e l'arrivo della gara avevano luogo a Moena, presso il campo sportivo ove si trova anche la partenza della Marcialonga, ultramaratona dello sci di fondo.
Il primo tratto del percorso era caratterizzato da una salita su sterrato ghiaioso che si staccava dalla Strada statale 346 per il Passo San Pellegrino in corrispondenza della stazione di valle della cabinovia "Alpe Lusia". La salita passava per la stazione d'arrivo della stessa cabinovia e terminava alla stazione d'arrivo del successivo tratto di funivia presso "le Cune" (8,9 km dal via, 2200 m slm, primo punto di ristoro); da qui si scendeva, sempre su sterrato, al passo Lusia e quindi al Rifugio "la Rezila" (km 12, 1761 m s.l.m.). Seguivano una breve risalita verso malga Colvere (km 13,9, 1881 m s.l.m.) ed una lunga discesa che riportava sulla Statale 346 presso il Ponte dei Ronchi, vicino alla stazione di valle della cabinovia del Lusia (km 18,7, 1420 m s.l.m.). Si proseguiva prevalentemente su asfalto fino a Someda e Soraga Alta per poi scendere fino all'Avisio (km 23,2, 1240 m s.l.m.). Da qui si ricominciava a salire su di un fondo sterrato ghiaioso fino a raggiungere, con un ultimo tratto in falsopiano leggermente discendente, il piano delle Pociacie (km 29,5, 1710 m s.l.m.). Qui si trovava il secondo ristoro. La successiva discesa su Pozza di Fassa era la prima leggermente tecnica della gara, e sfruttava due forestali raccordate da single-track appositamente realizzati per la gara. Il tratto finale della discesa percorreva un tratto della pista da sci "Aloch" di Pozza di Fassa (km 33,1, 1345 m s.l.m.). Da Pozza si scendeva a Soraga lungo la ciclabile asfaltata che correva lungo l'Avisio, il quale veniva attraversato in corrispondenza del parco giochi di Soraga (con una caratteristica casetta multipiano in legno). Superata la statale della Val di Fassa grazie ad un sottopasso, si giungeva alla separazione tra i due percorsi ove si trovava anche il terzo punto di ristoro (km 38,2, 1225 m s.l.m.). Il percorso marathon svoltava a destra passando vicino alla chiesa di Soraga, affronva una ripida rampa asfaltata, un tratto ondulato nei prati e quindi ricominciava a salire verso Tamion, rimanendo al di sotto della statale per il Passo Costalunga di cui seguiva l'andamento. Allo scollinamento (km 45,1, 1700 m s.l.m.) seguiva una leggera discesa su strada forestale che si abbandonava dopo circa 5 km per prendere un agevole sentiero. Si giungeva così a Malga Panna (km 53,3, 1360 m s.l.m.; quarto punto di ristoro). L'ultimo ripido strappo di giornata portava a superare Malga Peniola e la sua piccola chiesetta (km 55, 1470 m s.l.m.) sino a raggiungere il culmine della salita (km 56,9, 1610 m s.l.m.) da cui ci si tuffava su Medil (tratto tecnico con radici e lastre di roccia) e sul traguardo di Moena.
Dal 2008, sempre nella seconda domenica di settembre e sullo stesso percorso, si corre la Val di Fassa bike.